# USS Kephart (DE-207)
USS Kephart (DE-207/APD-61) là một tàu hộ tống khu trục lớp Buckley được Hải quân Hoa Kỳ chế tạo trong Chiến tranh Thế giới thứ hai. Tên nó được đặt theo Đại úy Hải quân William Perry Kephart (1915-1942), phi công từng phục vụ cùng Liên đội Tuần tiễu VS-71 trên tàu sân bay Wasp (CV-7) và đã tử trận trong Chiến dịch Guadalcanal vào ngày 14 tháng 10, 1942. Nó đã phục vụ trong chiến tranh cho đến năm 1944, khi được cải biến thành một tàu vận chuyển cao tốc mang ký hiệu lườn APD-61, và tiếp tục phục vụ cho đến khi chiến tranh kết thúc. Con tàu xuất biên chế năm 1946, rồi được chuyển cho Nam Triều Tiên năm 1967 và tiếp tục phục vụ cùng Hải quân Cộng hòa Hàn Quốc như là chiếc ROKS Kyong Puk (PF-82) cho đến khi ngừng hoạt động năm 1985. Kephart được tặng thưởng năm Ngôi sao Chiến trận do thành tích phục vụ trong Thế Chiến II.

## Thiết kế và chế tạo
Những chiếc thuộc lớp tàu hộ tống khu trục Buckley có chiều dài chung 306 ft (93 m), mạn tàu rộng 37 ft 1 in (11,30 m) và độ sâu mớn nước khi đầy tải là 11 ft 3 in (3,43 m). Chúng có trọng lượng choán nước tiêu chuẩn 1.400 tấn Anh (1.400 t); và lên đến 1.740 tấn Anh (1.770 t) khi đầy tải. Hệ thống động lực bao gồm hai turbine hơi nước General Electric công suất 13.500 mã lực (10.100 kW), dẫn động hai máy phát điện công suất 9.200 kilôwatt (12.300 hp) để vận hành hai trục chân vịt;  công suất 12.000 hp (8.900 kW) cho phép đạt được tốc độ tối đa 23 kn (26 mph; 43 km/h), và có dự trữ hành trình 6.000 nmi (6.900 mi; 11.000 km) khi di chuyển ở vận tốc đường trường 12 kn (14 mph; 22 km/h).
Vũ khí trang bị bao gồm ba pháo 3 in (76 mm)/50 cal trên tháp pháo nòng đơn có thể đối hạm hoặc phòng không, một khẩu đội 1,1 inch/75 caliber bốn nòng và tám pháo phòng không Oerlikon 20 mm. Vũ khí chống ngầm bao gồm một dàn súng cối chống tàu ngầm Hedgehog Mk. 10 (có 24 nòng và mang theo 144 quả đạn); hai đường ray Mk. 9 và tám máy phóng K3 Mk. 6 để thả mìn sâu. Khác biệt đáng kể so với lớp Evarts dẫn trước là chúng có thêm ba ống phóng ngư lôi Mark 15 21 inch (533 mm). Thủy thủ đoàn đầy đủ bao gồm 186 sĩ quan và thủy thủ.
Kephart được đặt lườn tại Xưởng hải quân Charleston ở Charleston, South Carolina vào ngày 12 tháng 5, 1943. Nó được hạ thủy vào ngày 6 tháng 9, 1943; được đỡ đầu bởi bà A. P. Kephart, mẹ Đại úy Kephart, và nhập biên chế vào ngày 7 tháng 1, 1944 dưới quyền chỉ huy của Hạm trưởng, Thiếu tá Hải quân Irven Harper Cammarn.

## Lịch sử hoạt động

### Mặt trận Đại Tây Dương
Sau khi hoàn tất chuyến đi chạy thử máy huấn luyện tại khu vực Bermuda, Kephart đi đến New York vào ngày 23 tháng 3, 1944 để làm nhiệm vụ hộ tống vận tải. Trong ba tháng tiếp theo nó đã thực hiện ba chuyến hộ tống vận tải khứ hồi vượt Đại Tây Dương từ New York đến Gibraltar và Bizerte, Tunisia. Quay trở về sau chuyến đi cuối cùng vào ngày 30 tháng 6, con tàu được cải biến thành một tàu vận chuyển cao tốc lớp Charles Lawrence; nó được xếp lại lớp và mang ký hiệu lườn APD-61 vào ngày 5 tháng 7, 1944.

### Mặt trận Thái Bình Dương
Kephart rời New York vào ngày 30 tháng 9 để đi sang khu vực Mặt trận Thái Bình Dương, đi đến Hollandia, New Guinea vào ngày 10 tháng 11, nơi nó gia nhập Đệ Thất hạm đội. Trong thành phần Đội vận chuyển 103, nó lên đường vào ngày 17 tháng 11 để hộ tống một đoàn tàu vận tải hướng sang Philippines, đi đến vịnh Leyte vào ngày 24 tháng 11. Sau một chuyến đi đến Palau, nó đón lên tàu binh lính thuộc Sư đoàn 77 Bộ binh tại Leyte, rồi lên đường vào ngày 6 tháng 12 trong thành phần Đội đặc nhiệm 78.3 để tiến hành cuộc đổ bộ lên vịnh Ormoc.
Khi cuộc đổ bộ lên Ormoc diễn ra vào ngày 7 tháng 12, các khẩu pháo phòng không của Kephart đã bắn rơi hai máy bay Nhật Bản trong một cuộc không kích ác liệt. Quay trở lại Leyte vào ngày hôm sau, nó tiếp tục đón lên tàu binh lính thuộc Trung đoàn 19 Bộ binh rồi lên đường vào ngày 12 tháng 12 để vận chuyển đến Mindoro, nơi họ đổ bộ lên San Jose vào ngày 15 tháng 12, một lần nữa dưới sự không kích đề kháng của đối phương. Quay trở lại Leyte vào ngày 17 tháng 12, nó tiếp tục hành trình đi Hollandia vào ngày 20 tháng 12, nơi nó chuẩn bị cho các hoạt động đổ bộ và tuần tra chống tàu ngầm tiếp theo.

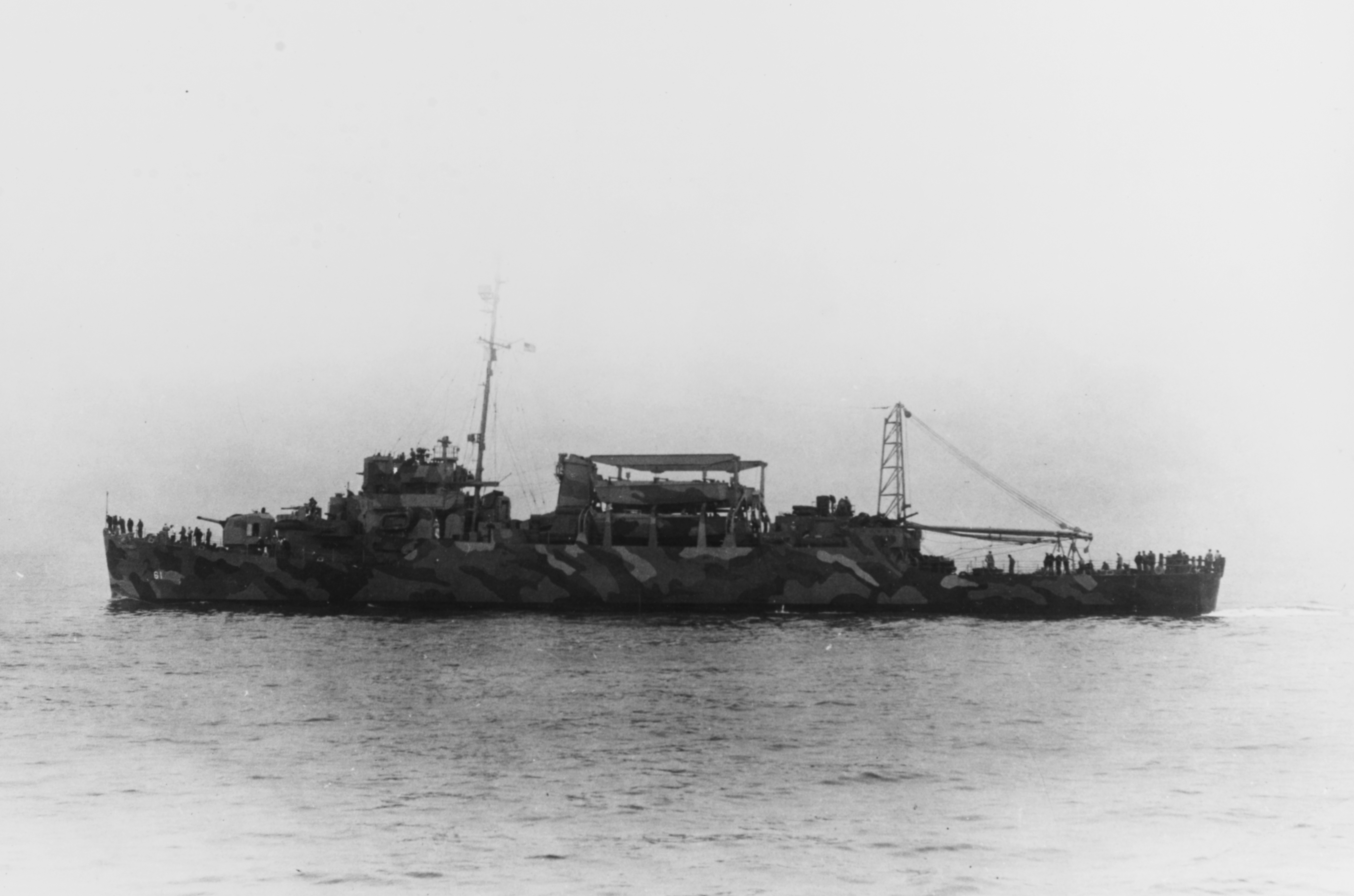
Kephart sau khi cải biến thành một tàu vận chuyển cao tốc.

Sau khi đón lên tàu binh lính thuộc Trung đoàn 158 Bộ binh, Kephart rời Noemfoor thuộc quần đảo Schouten vào ngày 4 tháng 1, 1945 để vận chuyển họ đi đến Philippines. Đi đến Luzon vào ngày 11 tháng 1, hai ngày sau cuộc đổ bộ đầu tiên, nó cho đổ bộ lực lượng tăng viện lên San Fabien, vịnhLingayen. Con tàu phải chịu đựng không kích ác liệt của đối phương, nhưng thoát được mà không chịu thiệt hại hay thương vong. Quay trở lại Leyte vào ngày 15 tháng 1, nó trải qua ba tháng tiếp theo hoạt động tuần tra chống tàu ngầm đồng thời tham gia vào các cuộc đổ bộ lên đảo Grande, vịnh Subic vào ngày 30 tháng 1; đổ bộ lên Puerto Princesa, Palawan vào ngày 28 tháng 2; đổ bộ lên Zamboanga, Mindanao vào ngày 10 tháng 3; đổ bộ lên Cebu vào ngày 26 tháng 3; và đổ bộ lên Cotabato, Mindanao vào ngày 17 tháng 4.
Khởi hành từ vịnh Leyte vào ngày 4 tháng 5, Kephart hộ tống cho lực lượng tham gia cuộc tấn công tại Đông Ấn thuộc Hà Lan, và đã đi đến Morotai vào ngày 7 tháng 5. Sau khi hộ tống một đoàn tàu vận tải đi Mindanao từ ngày 18 đến ngày 20 tháng 5, nó quay trở lại Morotai vào ngày 21 tháng 5, đón lên tàu binh lính thuộc quân đội Australia để tiến hành cuộc đổ bộ lên vịnh Brunei, Borneo. Khởi hành vào ngày 4 tháng 6, nó cho đổ bộ lực lượng vào ngày 10 tháng 6 khi sức kháng cự của đối phương đã suy yếu rõ ràng. Sau đó nó tiến vào biển Đông để tuần tra chống tàu ngầm trước khi quay trở lại Morotai vào ngày 19 tháng 6. Con tàu lại lên đường vào ngày 26 tháng 6, đưa lực lượng Australia sang bờ biển phía Đông của Borneo, và tiến hành chiến dịch đổ bộ cuối cùng tại khu vực này lên Balikpapan vào ngày 1 tháng 7.
Sau các hoạt động tuần tra chống tàu ngầm và hộ tống vận tải tại khu vực Morotai, Kephart lên đường vào ngày 16 tháng 7 và đi đến vịnh Leyte hai ngày sau đó. Nó bắt đầu huấn luyện đổ bộ tại khu vực vịnh Albay và vịnh Lagonoy, Luzon từ ngày 4 tháng 8 nhằm chuẩn bị tham gia vào Chiến dịch Downfall, kế hoạch đổ bộ trực tiếp lên các đảo chính quốc Nhật Bản; tuy nhiên do Nhật Bản đã chấp nhận đầu hàng vào ngày 15 tháng 8 giúp kết thúc cuộc xung đột, kế hoạch bị hủy bỏ.

### Sau chiến tranh
Kephart khởi hành từ Luzon vào ngày 29 tháng 8 để hướng sang Okinawa, nơi nó đón lên tàu lực lượng làm nhiệm vụ chiếm đóng tại Triều Tiên. Nó đi đến Jinsen, Triều Tiên vào ngày 8 tháng 9, và bắt đầu hộ tống các chuyến đi giữa Philippines và Triều Tiên. Khởi hành từ Jinsen vào ngày 29 tháng 10, con tàu đi qua Sasebo và Okinawa để hướng sang Thanh Đảo, Trung Quốc, đến nơi vào ngày 14 tháng 11. Tại đây nó hỗ trợ cho lực lượng thuộc phe Quốc dân Đảng đối đầu với với lực lượng Cộng sản trong cuộc Nội chiến Trung Quốc.
Quay trở lại Okinawa vào ngày 22 tháng 11, Kephart đón lên tàu hành khách là cựu chiến binh, rồi lên đường vào ngày 26 tháng 11 cho hành trình quay trở về Hoa Kỳ. Sau khi ghé qua Trân Châu Cảng, nó về đến San Diego, California vào ngày 16 tháng 12 nhưng chỉ ở lại cảng trong hai ngày để tiễn hành khách rời tàu trước khi tiếp tục đi sang vùng bờ Đông, về đến New York vào ngày 1 tháng 1, 1946. Sau khi được đại tu để chuẩn bị ngừng hoạt động, nó đi đến Green Cove Springs, Florida vào ngày 11 tháng 2, nơi nó được cho xuất biên chế vào ngày 21 tháng 6, 1946 và được đưa về Hạm đội Dự bị Đại Tây Dương, neo đậu tại Orange, Texas. Tên nó được cho rút khỏi danh sách Đăng bạ Hải quân vào ngày 1 tháng 5, 1967, và con tàu được chuyển cho Cộng hòa Hàn Quốc vào ngày 16 tháng 5, 1967 theo Chương trình Viện trợ Quân sự.

### ROKSKyong Puk(PF-82)
Con tàu phục vụ cùng Hải quân Cộng hòa Hàn Quốc như là chiếc pháo hạm ROKS Kyong Puk (PF-82); nó được xếp lại lớp như tàu vận chuyển cao tốc APD-85 năm 1972, đổi sang APD-826 vào năm 1980, và cuối cùng là DE-826 vào năm 1982. Chính phủ Hàn Quốc mua lại quyền sở hữu con tàu vào ngày 15 tháng 11, 1974. Cuối cùng Kyong Puk được cho ngừng hoạt động vào ngày 30 tháng 4, 1985 và bị tháo dỡ.

## Phần thưởng
Kephart được tặng thưởng năm Ngôi sao Chiến trận do thành tích phục vụ trong Thế Chiến II.
|  |             |                           |
|  | Silver star |                           |
|  |             | Bronze star · Bronze star |

| Dãi băng Hoạt động Tác chiến (truy tặng) | Dãi băng Hoạt động Tác chiến (truy tặng)                                | Huân chương Phục vụ Trung Hoa (mở rộng)                                 | Huân chương Phục vụ Trung Hoa (mở rộng)                                  |
| Huân chương Chiến dịch Hoa Kỳ            | Huân chương Chiến dịch Châu Á-Thái Bình Dương với 5 Ngôi sao Chiến trận | Huân chương Chiến dịch Châu Á-Thái Bình Dương với 5 Ngôi sao Chiến trận | Huân chương Chiến dịch Châu Âu-Châu Phi-Trung Đông                       |
| Huân chương Chiến thắng Thế Chiến II     | Huân chương Phục vụ Chiếm đóng Hải quân                                 | Huân chương Phục vụ Chiếm đóng Hải quân                                 | Huân chương Giải phóng Philippine (Philippine) với 2 Ngôi sao Chiến trận |